# Шпігель Борис Ісакович
Бори́с Іса́кович Шпі́гель (рос. Борис Исаакович Шпигель; 18 лютого 1953, Проскурів, нині Хмельницький) — російський державний діяч єврейського походження, підприємець, відомий корупціонер.

## Життєпис
1980 року закінчив історичний факультет Кам'янець-Подільського педагогічного інституту (нині Кам'янець-Подільський національний університет). 2003 року закінчив Всеросійську академію зовнішньої торгівлі. Кандидат економічних наук.
5 листопада 2007 року Бориса Шпігеля обрано президентом Всесвітнього конгресу російськомовного єврейства.
Був продюсером та тестем (через доньку Світлану) співака Миколи Баскова. Є тестем українського політика і бізнесмена В'ячеслава Соболєва.

## Кримінальне переслідування
У ніч на 21 березня 2021 року Шпігеля було затримано за підозрою у хабарництві в рамках кримінальної справи губернатора Пензенської області Івана Білозерцева в аеропорту, куди прилетів з Ізраїлю. У повідомлення СК Росії говорилося: "за даними слідства, з січня по вересень 2020 року Білозерцев отримав від Шпігеля, його дружини і директора ВАТ "Фармація" Антона Колоскова хабарі через посередників у вигляді грошей та інших цінностей на суму, що перевищує 31 млн руб". За версією СК, хабарі главі регіону передавалися за надання компанії «Біотек» конкурентних переваг під час укладання держконтрактів. Йдеться про тендери для регіональних закладів охорони здоров'я на постачання та зберігання медичних виробів, ліків, контроль їхньої якості. З того часу перебуває у СІЗО.